# الجريمة في البرتغال

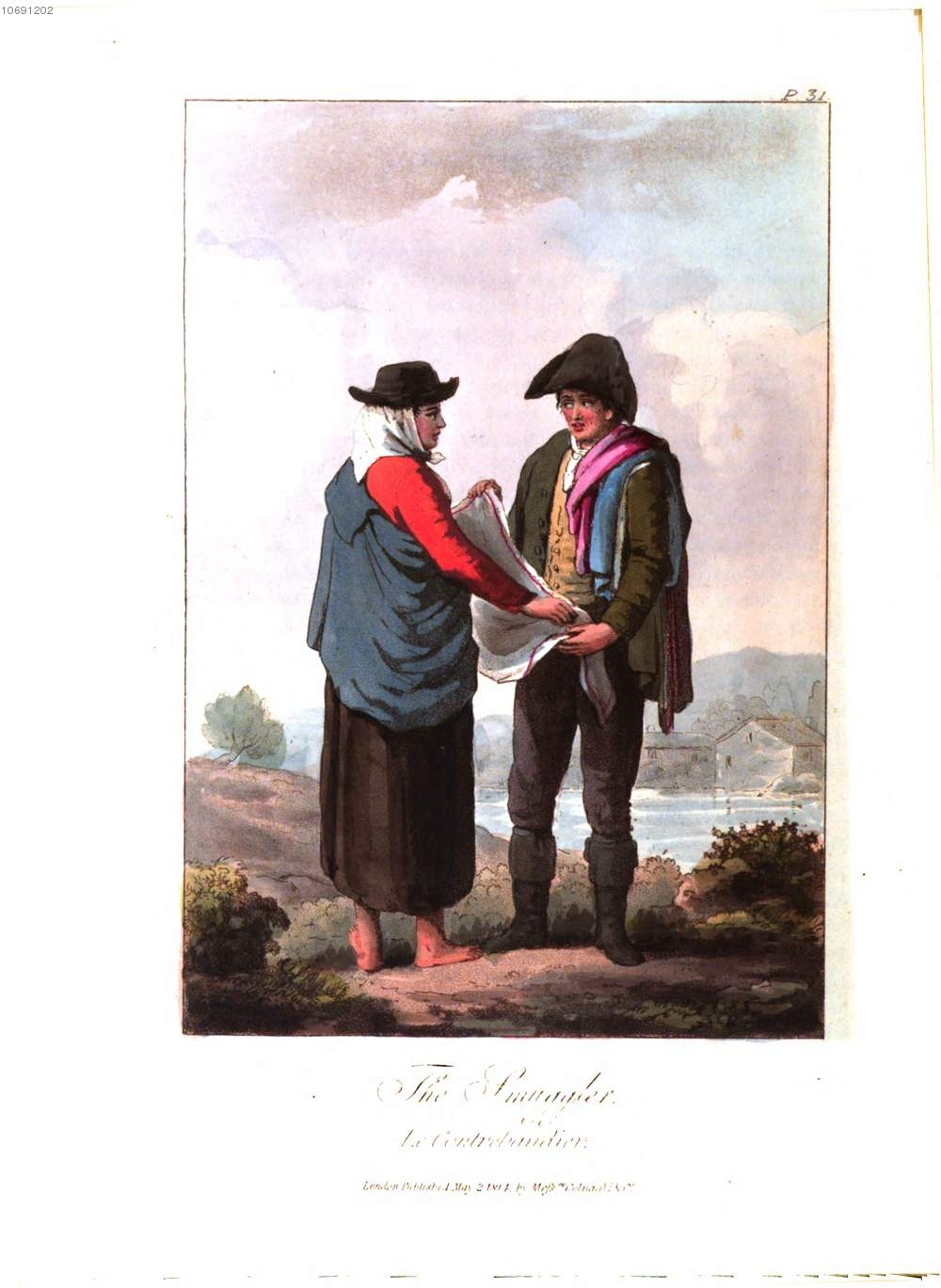
صورة توضحية

معدلات الجريمة في البرتغال منخفضة عمومًا، ومعظم الجرائم لا تتسم بالعنف. تعد مؤشرات الأمن والسلام في البرتغال أفضل من مثيلاتها في البلدان الأخرى، ووفقًا لتصنيفات مؤشر السلام العالمي الصادر عن الرؤية الإنسانية لعام 2021، تحتل البرتغال المرتبة الرابعة بين أكثر الدول سلمًا في العالم. تُحارب الجريمة في البرتغال من قبل مجموعة من الجهات الحكومية بما في ذلك وزارة الإدارة المحلية، ووزارة العدل، ونظام السلطة البحرية، وهيئة الاقتصاد وسلامة الغذاء، ونظام المعلومات في الجمهورية البرتغالية، وآخرون. البرتغال عضو في منظمة الشرطة الجنائية الدولية، المعروفة باسم الإنتربول منذ عام 1930.

## الجريمة حسب النوع

### القتل العمد
في عام 2020 سُجل ما مجموعه 93 جريمة قتل في البرتغال، 87 منها في البرتغال القارية، و3 في منطقة جزيرة ماديرا المتمتعة بحكم ذاتي.

### الاعتداء
في عام 2020 سُجل ما مجموعه 48,903 جريمة اعتداء في البرتغال، 45,409 وقعت في البرتغال القارية، و1,932 في منطقة جزر الأزور المتمتعة بحكم ذاتي، و1,541 في منطقة جزيرة ماديرا المتمتعة بحكم ذاتي.

### الاتجار بالبشر
بين عامي 2008 و2016، أكدت السلطات ما مجموعه 569 ضحية للاتجار بالبشر في البرتغال. كان 68% من الضحايا من أوروبا؛ 36% رومانيين و28% برتغاليين و4% بلغاريين. بالنسبة لنحو 63% من الضحايا، كانت البرتغال بلد مقصد، و28% بلد منشأ، و9% بلد عبور. من المجموع هناك نحو 417 شخص متاجر بهم لغرض استغلال العمالة.

### العنف الأسري
في عام 2020 سُجل ما مجموعه 23,439 جريمة عنف أسري في البرتغال، 21,977 منها في البرتغال القارية، و798 في منطقة جزر الأزور، و661 في منطقة جزيرة ماديرا المتمتعتين بحكم ذاتي.

### جريمة الكراهية
ازدادت جرائم الكراهية بدوافع عنصرية زيادة كبيرة في السنوات الأخيرة، ففي عام 2020 كان هناك ما مجموعه 655 شكوى بشأن إساءة معاملة عنصرية (بزيادة قدرها 50% عن عام 2019) قُدمت إلى اللجنة البرتغالية للمساواة ومناهضة التمييز العنصري. كان للبرتغاليين من أصل أفريقي والغجر تمثيل غير متكافئ في الاعتقالات السنوية وأرقام السجن وتقارير الشرطة في جميع أنحاء البلاد وبمرور الزمن.

### السرقة
في عام 2020 كان هناك 6,904 حادثة سرقة في الأماكن العامة (باستثناء السرقة من السيارات وخطف السيارات)، وقعت 6,691 منها في البرتغال القارية، و66 في منطقة جزر الأزور، و145 في منطقة جزيرة ماديرا المتمتعتين بحكم ذاتي. كان هناك ما مجموعه 29,642 حادثة سرقة من السيارات وخطف السيارات، منها 28,905 في البرتغال القارية، و421 في منطقة جزر الأزور، و305 في منطقة جزيرة ماديرا المتمتعتين بحكم ذاتي.
يتواجد النشالون وسارقو الحقائب في المواقع السياحية، والمطاعم، ومراكز النقل، والمواصلات العامة المزدحمة في المدن الكبيرة، وخاصة داخل منطقتي لشبونة وبورتو. في حين أن اللصوص قد يعملون في أي مكان، فإن أكبر عدد من تقارير السرقة التي تتلقاها السلطات عادة ما تكون من مناطق مكتظة بالسكان ووجهات سياحية رئيسية.

### الجريمة المنظمة
أصبحت البرتغال وجهة لعدة آلاف من المهاجرين من مواقع متنوعة حول العالم (خاصة أوروبا الشرقية والبرازيل والأراضي البرتغالية السابقة في إفريقيا -البلدان الإفريقية الناطقة بالبرتغالية). مع تطور وتحديث الاقتصاد في إطار عملية العولمة، أصبحت جرائم الشركات والجرائم المالية والفساد قضايا ذات أهمية متزايدة.
وفقًا لتقرير التنافسية العالمي لعام 2019 الصادر عن المنتدى الاقتصادي العالمي، احتلت البرتغال المرتبة التاسعة من بين 141 دولة من حيث مستوى التكاليف التي تفرضها الجريمة المنظمة على الشركات.
كانت العشائر الجليقية، وبالأخص عشيرة لوس شارلينز، لاعبًا رئيسيًا في تهريب المخدرات، فقد شاركت بشكل أساسي في تهريب الكوكايين والحشيش من كولومبيا والمغرب إلى البرتغال عبر الطرق البحرية منذ سبعينيات القرن العشرين.
من المعروف أن مجموعات مختلفة من المافيا الإيطالية تنشط في جميع أنحاء البرتغال منذ ثمانينيات القرن العشرين على الأقل. تنشط مافيا كامورا في بورتو وتشارك في تجارة الأزياء المزيفة. شاركت ندرانجيتا وهي جماعة الجريمة المنظمة في كالابريا في تهريب المخدرات، وكذلك غسل الأموال من خلال قطاع السياحة على وجه التحديد.
زاد نشاط مجموعات الجريمة المنظمة من دول الاتحاد السوفيتي السابق في شبه الجزيرة الإيبيرية منذ تسعينيات القرن العشرين، خاصة بعد سقوط الاتحاد السوفيتي. في عام 2016 قُبض على أعضاء عصابة إجرامية روسية بقيادة ألكسندر تولستيكوف، لها صلة بالمافيا الروسية، وهم يديرون عملية غسيل أموال باستخدام نادي كرة القدم البرتغالي أونياو ليريا. بحلول عام 2019 ارتكب أعضاء المافيا الجورجية أكثر من 370 عملية سطو في جميع أنحاء البرتغال. في عام 2021 ألقي القبض في البرتغال على اثنين من عشيرة مونتينيغرين كافاو، المسؤولة عن غسيل الأموال والابتزاز وتهريب الكوكايين من أمريكا الجنوبية إلى أوروبا، بعد أن عاشوا وعملوا سرًا في البلاد لمدة عام تقريبًا.
منذ العقد الأول من القرن الحادي والعشرين، أسست عصابات المخدرات المكسيكية، من بينها كارتل سينالوا بقيادة خواكين غوزمان لويرا «إل تشابو»، ولوس زيتاس، وعصابة الخليج، لوجودها في البرتغال. من بين هؤلاء الثلاثة، تطورت منظمة كارتل سينالوا لتصبح صاحبة الوجود الأكثر هيمنة في البلاد، ولتشترك في الاتجار بالمخدرات وغسيل الأموال. أسلوب العمل الأساسي للمجموعة هو تهريب الكوكايين الكولومبي المنشأ إلى البرتغال، بمساعدة المسؤولين ورجال الأعمال الفاسدين، ويشرف على عملية التهريب ابنا خواكين غوزمان، إيفان أرشيفالدو وخيسوس ألفريدو. تبقى كمية قليلة من الكوكايين المهرّب في البرتغال بمجرد وصولها، وتنقل الكميات الكبيرة إلى العصابات المتحالفة مع كارتل سينالوا، من بينهم تجار المخدرات البرتغاليين والبرازيليين والروس، الذين يوزعون المخدرات في جميع أنحاء أوروبا للحصول على أسعار أعلى.
في عام 2010 أكدت السلطات البرتغالية وجود مجموعة الجريمة المنظمة البرازيلية المسماة القيادة الأولى للعاصمة في البرتغال لأول مرة. كشف تقرير فيدرالي صادر عن الحكومة البرازيلية أن هناك ما لا يقل عن 43 عضوًا من المجموعة التي تعمل في البرتغال متورط في تهريب المخدرات، وهو أعلى عدد من أي دولة في أوروبا. تربط بين القيادة الأولى للعاصمة وندرانجيتا علاقة عمل منذ ثمانينيات القرن العشرين قائمة على تصدير المخدرات من البرازيل إلى أوروبا، لتتولى بعد ذلك ندرانجيتا عمليات التوزيع والإتجار في جميع أنحاء القارة.

### الفساد
صنفت منظمة الشفافية الدولية البرتغال في المرتبة 33 من بين 179 دولة شملها الاستطلاع في مؤشر مدركات الفساد لعام 2020. كشف مقياس الفساد العالمي للوكالة لعام 2016 أن 2% من الأشخاص دفعوا رشوة خلال الأشهر الإثني عشر الماضية للوصول إلى الخدمات الأساسية: 1% للعيادات العامة والمراكز الصحية و1% للشرطة، وتعتبر من أدنى النسب في أوروبا. كانت أعلى نسبة للفساد خاصة بأعضاء البرلمان 33%، يليهم المسؤولون الحكوميون 25%، وأخيرًا الشرطة 14%.

## حسب الموقع
تعد أكبر المناطق الحضرية في البرتغال والتي هي لشبونة وبورتو المصادر الرئيسية لكل من الجرائم الصغيرة والعنيفة.
لشبونة الكبرى: تنتشر السرقة في الوجهات السياحية في منطقة لشبونة الكبرى مثل مدن سينترا وكاشكايش ومافرا. هُدم كاسال فينتوزو، أحد أحياء لشبونة حيث اعتاد تجار المخدرات ومتعاطوها التجمع، ردًا على سمعته التي تزداد سوءًا. أمادورا، البلدية التي تقع فيها بوراكا وحي كوفا دا مورا المخيف، فهي نقطة توقف للعديد من المشردين من أحياء كاسال فينتوسو ومارفيلا (أبرشية في المنطقة الشرقية من بلدية لشبونة). كما أن بعض مناطق بلديات أوديفلاس، ولوريس، وفيلا فرانكا دي إكسيرا حول العاصمة البرتغالية بها معدل أعلى من الجرائم. تحدث عمليات سرقة السيارات أحيانًا في مناطق وقوف السيارات في مناطق الجذب السياحي وبالقرب من المطاعم.